# CODA (pel·lícula de 2019)
CODA és una pel·lícula dramàtica canadenca del 2019 dirigida per Claude Lalonde, en el seu debut com a director, i escrita per Louis Godbout. La pel·lícula és protagonitzada per Patrick Stewart, Katie Holmes i Giancarlo Esposito. Se centra en un famós pianista que lluita contra la por escènica al final de la seva carrera i que troba inspiració en una crítica musical d'esperit lliure. S'ha doblat al català.
Stewart va passar uns tres o quatre mesos aprenent a tocar el piano per semblar que el podia tocar, encara que comptava amb un doble per als primers plans.
La pel·lícula es va rodar a Montreal, amb escenes a la Casa Simfònica de Montreal. També es va rodar a Suïssa.
Els números musicals de la pel·lícula són interpretats pel pianista Serhiy Salov, que també fa un cameo.
CODA es va estrenar a la secció Panorama Mundial del Festival Internacional de Cinema de l'Índia el 22 de novembre de 2019. La pel·lícula va ser estrenada directament a la carta als Estats Units amb la distribució de Gravitas Ventures el 31 de gener de 2020. Va arribar als cinemes del Canadà a càrrec de Filmoption International el 3 de juny de 2022.